# Valeria Răcilă

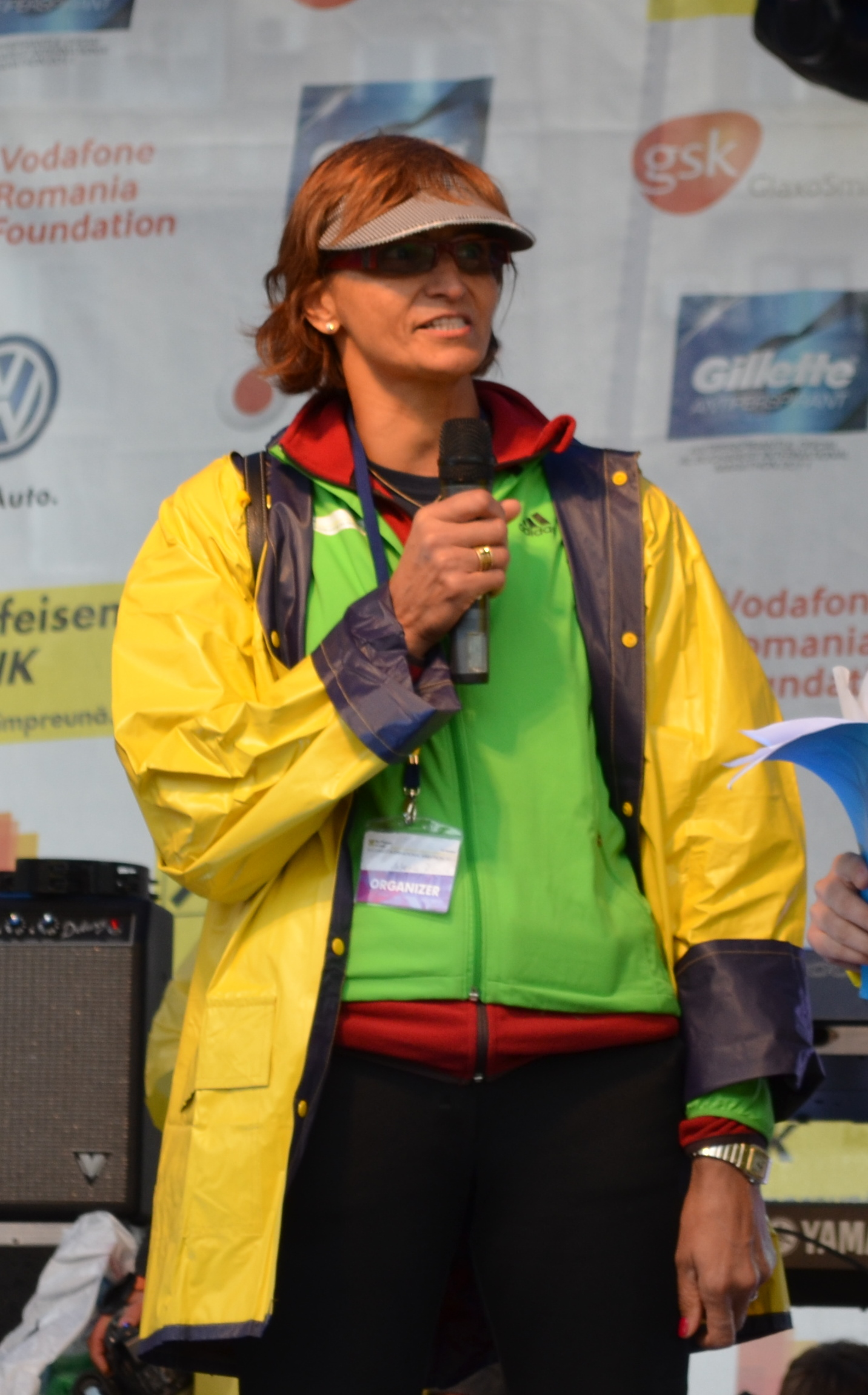
Valeria Răcilă (2011)

Valeria Răcilă, geborene Valeria Roșca, heute Valeria van Groningen (* 2. Juni 1957 in Stulpicani, Kreis Suceava) ist eine ehemalige rumänische Ruderin. Sie gewann zwei olympische Medaillen.
Unter ihrem Geburtsnamen Valeria Roșca erruderte sie ihre erste internationale Medaille bei der Weltmeisterschaft 1979 in Bled. Zusammen mit Olga Homeghi gewann sie Bronze im Doppelzweier hinter Cornelia Linse und Heidi Westphal aus der DDR sowie Swetla Ozetowa und Sdrawka Jordanowa aus Bulgarien. Bei den Olympischen Spielen 1980 in Moskau siegten die sowjetischen Ruderinnen Jelena Chlopzewa und Larissa Popowa vor Linse und Westphal, Homeghi und Roșca erhielten Bronze vor den bulgarischen Titelverteidigerinnen.
1981 heiratete Valeria Roșca und startete danach als Valeria Răcilă.
Bei der Weltmeisterschaft 1982 auf dem Rotsee bei Luzern gewann Valeria Răcilă im Einer die Silbermedaille hinter Irina Fetissowa aus der Sowjetunion. 1984 nahm Rumänien als einziger Ostblockstaat an den Olympischen Spielen in Los Angeles teil. Im Frauenrudern gewann Rumänien fünf von sechs möglichen Goldmedaillen, lediglich im Achter siegte das Boot aus den Vereinigten Staaten vor den Rumäninnen. Im Einer hatte Valeria Răcilă am Ende drei Sekunden Vorsprung auf die zweitplatzierte US-Amerikanerin Charlotte Geer. 1985 gewann Valeria Răcilă ihre letzte internationale Medaille, als sie bei der Weltmeisterschaft im niederländischen Hazewinkel Silber hinter Cornelia Linse erhielt. Seit 1986 ist sie mit dem niederländischen Ruderer Steven van Groningen verheiratet. Inzwischen ist sie Vorsitzende des Bucharest Running Club und mit der Ausrichtung des Bukarest-Marathon 2010 beschäftigt.